# Лерт Раїса Борисівна
Раїса Борисівна Лерт (нар. 1906, Біла Церква — пом. 1985, Москва) — радянська журналістка, дисидентка.

## Біографія
Народилася в єврейській родині бідного маклера, 1913 року сім'я після смерті батька переїхала до Києва.
Навчалася в гімназії, була виключена з неї в 1919 році за те, що відмовилася стати на коліна під час молебню з нагоди перемог денікінської армії.
У 1922 році переїхала до Москви і почала працювати набірницею в друкарні, потім редакторкою багатотиражної газети друкарні, в 1926 році вступила до ВКП(б).
Наприкінці 1920-х та на початку 1930-х років працювала в газетах «Правда», «Рабочая Москва», «Строительная газета», а також в інших газетах та журналах.
Під час німецько-радянської війни працювала в ТАРС, де писала контрпропагандистські статті, які спростовували нацистську пропаганду, після війни працювала в Радіокомітеті СРСР, у редакції мовлення на зарубіжні країни.
У 1949 році під час кампанії з боротьби з космополітизмом Раїсу як єврейку звільнили з Радіокомітету. Після цього вона працювала журналісткою в різних виданнях.
З кінця 1960-х років, пішовши на пенсію, почала публікувати свої критичні статті у самвидаві та брати участь у правозахисному русі, в якому займала лівосоціалістичні позиції. Спільно з Роєм Медведєвим працювала над альманахом «XX століття». У 1978 році стала однією із творців самвидавничого журналу «Поиски».
У 1979 році у Раїси Лерт провели обшук, її виключили з КПРС.